# Birgit Rausing
Birgit Rausing, geb. Mayne (* 26. Oktober 1924 in Simrishamn, Schweden) lebt in Montreux als Kunsthistorikerin.

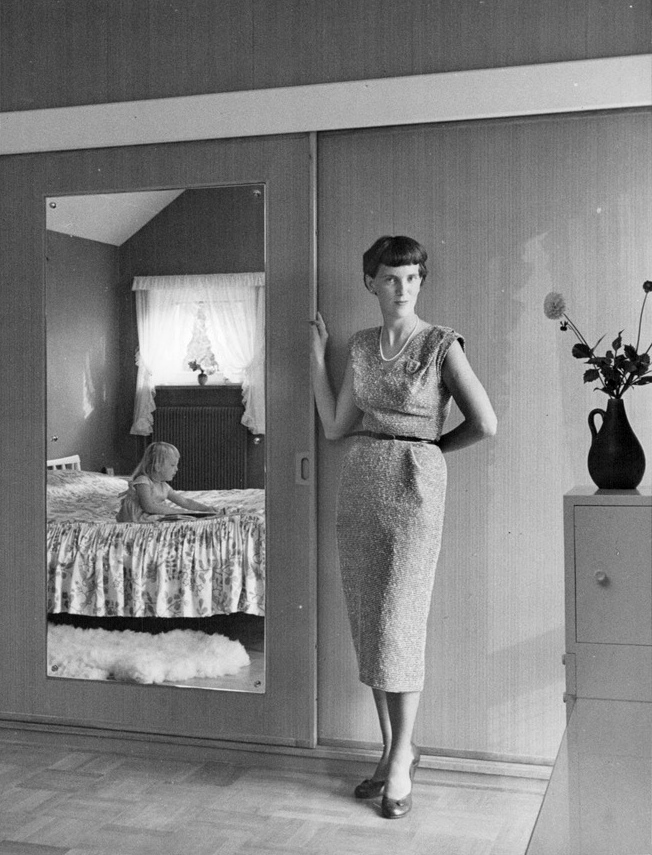
Birgit Rausing 1954

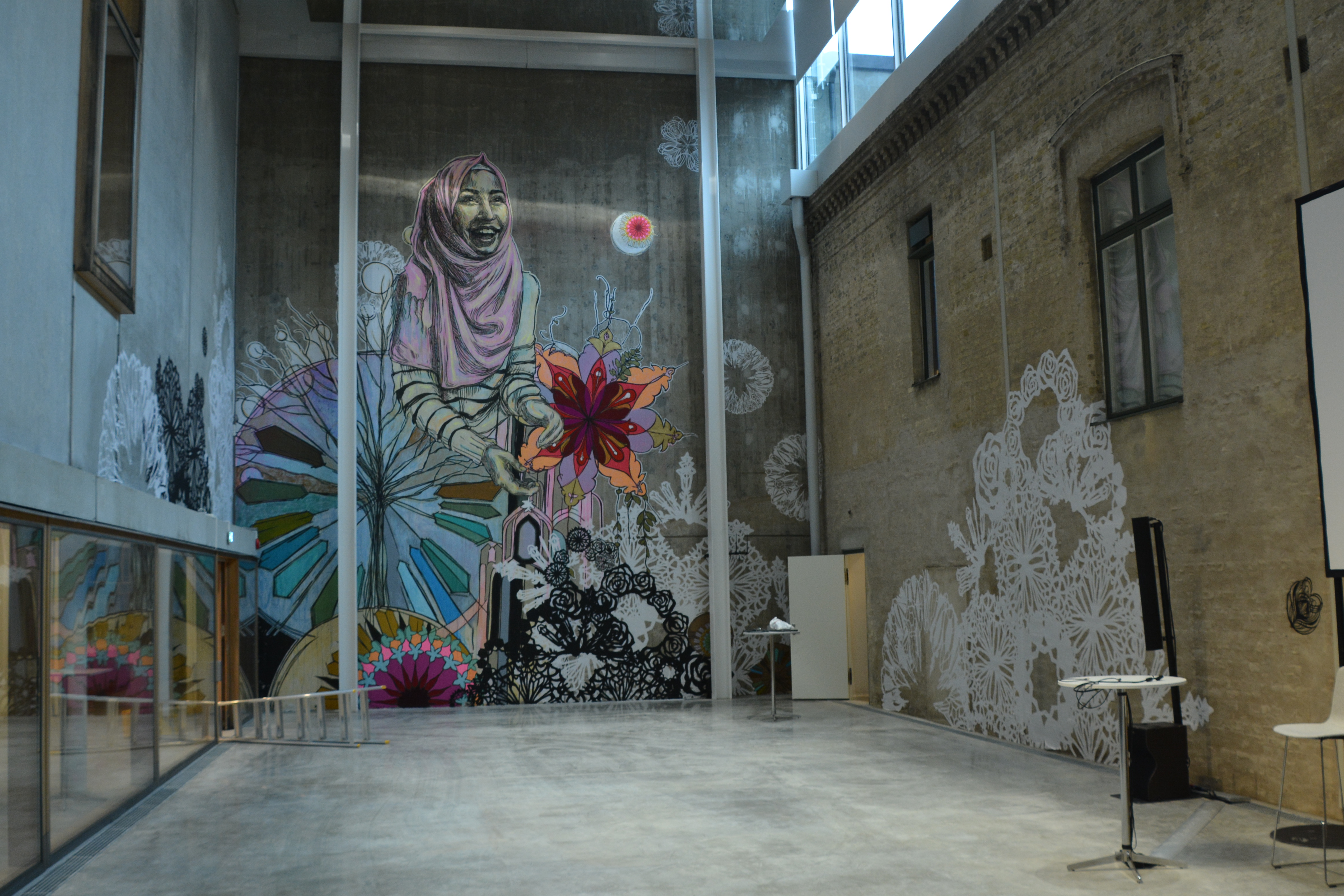
Birgit Rausings Halle im Skissernas museum in Lund

Sie ist die Tochter des schwedischen Landschaftsmalers Henry Mayne (1891–1975). Zu Vermögen gelangte sie als Miteigentümerin des Tetra-Pak-Konzerns, der 1951 vom Vater ihres Manns Gad Rausing, Ruben Rausing, gegründet wurde. Sie war 1995 Mitgründerin der Birgit och Gad Rausings stiftelse för Humanistisk Forskning.
1990 erhielt sie die Ehrendoktorwürde der Philosophischen Fakultät der Universität Lund und 2020 die Ehrendoktorwürde der Medizinischen Fakultät. 2000 wurde sie korrespondierendes Mitglied der Kungliga Vitterhets Historie och Antikvitets Akademien. Das Birgit Rausing Centrum för Medicinsk Humaniora an der Medizinischen Fakultät der Universität Lund wurde 2020 von Birgit Rausings Stiftung gefördert und nach ihr benannt.

## Werke
Rausing veröffentlichte Monografien über die schwedischen Malerinnen Tora Vega Holmström, Ester Almqvist, Ellen Trotzig und Agda Holst.
- Birgit Rausing: Tora Vega Holmström. Raben & Sjögren, Stockholm 1981, ISBN 91-29-55380-6
- Birgit Rausing: Rainer Maria Rilke och Tora Vega Holmström. Signum, [Lund] 1989, ISBN 91-85330-97-3
- Rainer Maria Rilke (Verfasser), Birgit Rausing (Hrsg.): Briefe an Tora Vega Holmström. Paul Åströms förlag, Jonsered 1989, ISBN 91-86098-81-0
- Birgit Rausing: Ester Almqvist. Och hennes krets. Signum, Lund 1998, ISBN 91-87896-37-0
- Birgit Rausing: Ellen Trotzig. Österlens första målarinna. Carlssons, Stockholm 2003, ISBN 91-7203-529-3
- Birgit Rausing: Min far Henry Mayne [Mein Vater Henry Mayne]. Carlsson Verlag, 2008, ISBN 978-91-7331-133-5
- Birgit Rausing (Autorin), Lars Furborg (Herausgeber): Med ögon känsliga för grönt. Måleri av Agda Holst, 1886–1976. Säftsaholms slott, Vingåker 2008. Vingåkers kommun, Vingåker 2008, ISBN 978-91-976779-1-2
- Birgit Rausing: Agda Holst. Livet, konsten. Carlssons, Stockholm 2010, ISBN 978-91-7331-327-8